# Notre-Dame-de-Bliquetuit
Notre-Dame-de-Bliquetuit è un comune francese di 685 abitanti situato nel dipartimento della Senna Marittima nella regione della Normandia.

## Società

### Evoluzione demografica
Abitanti censiti